# Distinguished Service Cross (Stati Uniti d'America)
La Distinguished Service Cross (DSC) è la seconda più alta decorazione dell'esercito degli Stati Uniti, assegnata per ardimento ed estremo rischio della vita in combattimento contro forze armate nemiche.
La Distinguished Service Cross è l'equivalente dell'esercito della Navy Cross, per la marina ed il corpo dei marine, e della Air Force Cross per l'aviazione.

## Storia
La Distinguished Service Cross venne fondata dal presidente statunitense Woodrow Wilson il 2 gennaio 1918. Il generale John J. Pershing, comandante in capo del corpo di spedizione americano in Francia, aveva infatti segnalato la necessità di ridurre il numero di concessioni di Medal of Honor per non sminuirne l'importanza ed il peso. La richiesta era stata inoltrata al segretariato per la guerra in data 28 dicembre 1917.
La medaglia venne originariamente realizzata sul progetto di J. Andre Smith, un artista impiegato nell'esercito americano durante la prima guerra mondiale. Essa venne prodotta nella zecca di stato di Filadelfia, in Pennsylvania e particolare cura venne portata alla realizzazione di questi pezzi i quali erano riconosciuti come decorazioni della massima importanza.

## Insegne

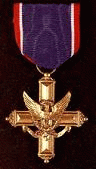
La Distinguished Service Cross

La medaglia è costituita da una croce di bronzo di 2 cm di lunghezza e larghezza con al centro un'aquila con le ali spiegate tenente una pergamena con l'iscrizione "FOR VALOR". Sul retro, il centro della croce è decorato con una corona d'alloro che circonda uno spazio vuoto ove inscrivere il nome dell'insignito.
Il nastro è blu con una striscia bianca piccola ed una più grande rossa per ogni lato.

## Insigniti notabili
- Creighton W. Abrams, Jr., esercito statunitense, con foglia di quercia
- Edward Almond, esercito statunitense, con foglia di quercia
- Robert S. Beightler, maggiore generale, esercito statunitense, comandante generale della 37th Infantry Division dell'Ohio Army National Guard
- Thomas Blamey, generale, esercito australiano (poi primo feldmaresciallo australiano)
- Richard Bong, USAAF
- Lewis H. Brereton, aviazione statunitense, poi USAAF - con foglia di quercia
- Maurice Britt, esercito statunitense - anche Medal of Honor e Silver Star, primo ad aver ricevuto le tre massime decorazioni americane per l'esercito nella medesima guerra, poi luogotenente governatore dell'Arkansas
- Joseph Burlazzi, esercito statunitense
- John Francis Burnes, USMC
- Douglas Campbell, U.S. Army Air Service - con quattro foglie di quercia
- Bill Carpenter, US Army
- Modesto Cartagena, US Army, pluridecorato soldato spagnolo della guerra di Corea.
- Arthur S. Champeny, US Army - con due foglie di quercia[2]
- Vasily Chuikov, esercito sovietico
- Mark Wayne Clark, esercito statunitense
- Daniel Daly, USMC
- William Orlando Darby, esercito statunitense - con foglia di quercia
- William J. "Wild Bill" Donovan, esercito statunitense
- Otto Dowling, US Navy[3]
- Robert L. Eichelberger, esercito statunitense - con foglia di quercia
- Edward Fuller, USMC
- James Gavin, esercito statunitense - con foglia di quercia
- Hobart R. Gay, esercito statunitense - con foglia di quercia
- David H. Hackworth, esercito statunitense - con foglia di quercia
- Alexander M. Haig, Jr., esercito statunitense
- Virginia Hall, OSS civile
- John L. Hines, esercito statunitense
- Courtney Hodges, esercito statunitense
- Clarence R. Huebner, esercito statunitense - con foglia di quercia
- LeRoy P. Hunt, USMC
- Frank O'Driscoll "Monk" Hunter, U.S. Army Air Service - con quattro foglie di quercia
- Giuseppe Izzo, esercito italiano
- Charles L. Kelly, esercito statunitense - pilota nella Guerra del Vietnam, postuma
- George C. Kenney, U.S. Army Air Service, poi USAAF - con foglia di quercia
- Robert C. Kingston, esercito statunitense
- Curtis E. LeMay, USAAF
- Douglas MacArthur, esercito statunitense - con due foglie di quercia
- Charles H. MacDonald, USAAF
- Peyton C. March, esercito statunitense
- Anthony McAuliffe, esercito statunitense
- Barry McCaffrey, esercito statunitense
- Louis Gonzaga Mendez, Jr., esercito statunitense
- William "Billy" Mitchell, U.S. Army Air Service
- Henry Mucci, esercito statunitense
- Kenneth Muir VC, British Army
- Audie L. Murphy, esercito statunitense
- George S. Patton, Jr., esercito statunitense - con foglia di quercia
- George Smith Patton, esercito statunitense - con foglia di quercia
- Keith Payne VC, Australian Army
- John J. "Black Jack" Pershing, esercito statunitense
- Harvey Possinger, esercito statunitense
- Lewis B. "Chesty" Puller, USMC
- Eddie Rickenbacker, U.S. Army Air Service - con sei foglie di quercia
- Matthew B. Ridgway, esercito statunitense - con foglia di quercia
- Keller Rockey, USMC
- Theodore Roosevelt, Jr., esercito statunitense
- Andrew Summers Rowan, esercito statunitense
- Alfredo M. Santos, esercito filippino
- Lemuel C. Shepherd, Jr., USMC
- Oliver Prince Smith, USMC
- Joseph Stilwell, esercito statunitense
- Maxwell D. Taylor, esercito statunitense
- Gerald C. Thomas, USMC
- James A. Van Fleet, esercito statunitense - con due foglie di quercia
- John Paul Vann, civile
- Jesus Villamor, Philippine Army Air Corps - con foglia di quercia
- Walton Walker, esercito statunitense- con foglia di quercia
- Robert B. Williams, U.S. Army Air Forces
- Richard D. Winters, esercito statunitense
- Edward F. Younger, esercito statunitense
- Chips, pastore tedesco-Husky mix,esercito statunitense